# Derecha Liberal Republicana
El Partido Republicano Progresista (PRP), originalmente denominado Derecha Liberal Republicana (DLR), fue un partido político español liderado por Niceto Alcalá Zamora que existió durante el período de la Segunda República.

## Historia
Niceto Alcalá Zamora, antiguo miembro del Partido Liberal, se había separado de este partido junto a otros políticos y en 1930 fundó una nueva formación de carácter conservador y republicano, la "Derecha Liberal Republicana" (DLR). El nuevo partido se fusionó de inmediato con la incipiente formación republicana-conservadora de Miguel Maura. Esto se produjo inmediatamente antes del Pacto de San Sebastián, del cual formaron parte, siendo Alcalá Zamora elegido presidente del Gobierno Provisional de la República. Tras la proclamación de la República, participó en las elecciones a Cortes Constituyentes de 1931 dentro de las listas de la Conjunción republicano-socialista obteniendo 25 escaños.
En el debate de totalidad del proyecto de la nueva Constitución republicana, el portavoz del partido, Carlos Blanco Pérez, después de referirse a la Dictadura de Primo de Rivera, que "entendía que resolver los problemas de España era permitir que no se plantearan", apoyó la propuesta de dotar de un "régimen de autonomía" "a todas aquellas regiones que quieran y puedan, por su vitalidad, aceptarlo" o la "participación del obrero en la dirección o en la gerencia de las Empresas", lo que sería la clave para acabar con las huelgas, "porque, según Carlos Blanco Pérez, desde el momento en que al obrero se le conceda derecho para que estudie la situación verdadera del capital, por propio convencimiento desistirá de la huelga", y se opuso rotundamente, entre otras cuestiones, a la disolución de las órdenes religiosas y  a la nacionalización de sus bienes. Su objetivo, concluyó su portavoz, era conseguir

una Constitución viable para todos los españoles y una Constitución equidistante, que no recoja los radicalismos o sectarismos de izquierda o de derecha... Creo yo, cree esta minoría, que con esta Constitución habremos hecho un bien a la República española,... para que crezca sana, crezca robusta y pueda hacer de España un país libre, tolerante y grande

En agosto de 1931 la formación cambió su nombre por el de "Partido Republicano Progresista" (PRP). Durante la discusiones constitucionales, los progresistas, junto con los radicales de Lerroux, abandonaron la coalición republicano-socialista, lo que supuso que Alcalá-Zamora y Maura dimitieran de sus cargos en el gobierno. A pesar de esto, tras la aprobación de nueva constitución republicana, en diciembre de aquel mismo año Alcalá-Zamora fue elegido primer Presidente de la República. Para algunos historiadores la elección de Alcalá-Zamora presentó la ventaja de que podría atraer a la República a los católicos y a los monárquicos.
En enero de 1932 el partido sufrió una importante escisión cuando su ala derecha, liderada por Miguel Maura, se escindió del PRP, pasando trece de sus diputados al recién creado Partido Republicano Conservador (PRC), dirigido por el propio Maura. Para el historiador Avilés Farré los resultados obtenidos en elecciones de 1931 y la posterior escisión del sector liderado por Maura significaban el fracaso de la opción representada por Alcalá-Zamora, al tiempo que el Partido Republicano Radical de Lerroux se convertía en la gran opción moderada de los republicanos que la formación de Alcalá-Zamora no había podido ser.
El PRP tuvo un papel limitado durante el resto de la Segunda República y desapareció tras el inicio de la Guerra Civil.

## Resultados electorales
| Comicios | % de votos | # de escaños | +/– | Notas                                              |
| -------- | ---------- | ------------ | --- | -------------------------------------------------- |
| 1931     | 5.3%       | 25/470       | 25  | Dentro de la Conjunción Republicano-Socialista.    |
| 1933     | 0.6%       | 3/473        | 22  | Dentro de la coalición con republicanos de centro. |
| 1936     | 1,2%       | 6/473        | 3   |                                                    |